# HMS Myosotis (K65)
HMS Myosotis (K65) je bila korveta razreda flower Kraljeve vojne mornarice, ki je bila operativna med drugo svetovno vojno.

## Zgodovina
2. septembra 1946 je bila ladja prodana na Ferske otoke, kjer so jo preuredili v ribiško ladjo. Leta 1951 so jo prodali in jo sprva preuredili v nosilko boj, nato pa v kitolovko. Ladjo so leta 1969 razrezali v Grimstadu.